# Upplands runinskrifter 452
Upplands runinskrifter 452 är ett försvunnet vikingatida runstensfragment som funnits i Hova, Odensala socken och Sigtuna kommun. Eventuellt utgjorde U 452 och U 451 delar av samma sten. Fragmentet utgör toppen av en runsten, ungefär 0,6 meter högt och 0,6 meter brett.

## Inskriften
Translitterering av runraden:
[... auk × kuikr × litu × raisa × stein × eft... ...]
Normalisering till runsvenska:
... ok Kvikʀ letu ræisa stæin æft[iʀ] ...
Översättning till nusvenska:
... och Kvick läto resa stenen efter...